# Astragalus caraganae
Astragalus caraganae är en ärtväxtart som beskrevs av Rudolph Friedrich Hohenacker. Astragalus caraganae ingår i släktet vedlar, och familjen ärtväxter. Inga underarter finns listade i Catalogue of Life.